# Bird Island (Minnesota)
Bird Island è una città degli Stati Uniti d'America, situata in Minnesota, nella contea di Renville.